# Constanța (1931)
«Констанца» (рум.- Constanța) —  плавуча база підводних човнів ВМС Румунії. Вона була включена до складу флоту в 1931 році і брала участь у Другій світовій війні, а в 1977 році була утилізована.

## Конструкція та технічні характеристики
«Констанца» була одним із найперших спеціально побудованих плавбаз підводних човнів.  Судно введено в експлуатацію у 1931 році, випередивши першу  спеціально побудовану плавбазу підводних човнів «Saar» для ВМС Німеччини. «Констанца» була закладена у серпні 1927 року на італійській верфі Кварнаро у Фіуме, а завершена в 1931 року. Судно мало 77,8 метра у довжину, ширину 11,2 метра і осадку 4 метри. Вонор мало приміщення для зберігання та завантаження торпед, майстерні, а також засоби для порятунку підводних човнів і зв'язку. Силова установка складалася з двох дизельних двигунів, що приводили у рух два вали, забезпечуючи судну максимальну швидкість 13 вузлів. Озброєння «Констанца»складалося з двох 102 мм гармат і двох 40-мм гармат зенітних гармат. Стандартна водотоннажність 1329 тонн стандартно, а повна - 2300 тонн, запас ходу понад 10 000 морських миль.

## Друга Світова війна
Під час Другої світової війни, за даними румунських джерел, озброєння судна змінили: дві 102 мм гармати були замінені на дві 76-мм морські гармати Армстронга, дві 40-мм гармати Bofors були замінені двома 20-мм гармати мм зенітними гарматами, а також були  встановлені два спарених 13 мм кулемета.  
На початку операції «Барбаросса» в червні 1941 року «Констанца» була флагманом  Grupul și vedete torpiloare (Група підводних човнів і торпедних катерів), єдиного формування ВМС Румунії, призначеного для наступальних операцій. До складу групи також входили підводний човен «Дельфінул» і три моторні торпедні катери типу «Восперс» («Вісколул», «Віфорул» і «Вієлія» ). З'єднанням командував лейтенант-командер Віктор Войнеску, який також був командиром усієї групи. 
3 серпня 1941 року одна з 76 мм гармат судна збила радянський літак.  Протягом травня-червня 1942 року «Констанца» брала участь у десантних навчаннях. Влітку 1944 року судно було оснащене апаратурою розмагнічування. 

## Служба у ВМФ СРСР
У вересні 1944 року  «Констанца» була захоплена радянськими військами і, на відміну від більшості інших військових кораблів румунського флоту, ніколи не була повернута ВМС Румунії. Служила під іменем «Буг». Базувалася на Балаклаву, забезпечуючи діяльність 155-ї бригади підводних човнів.
З 1973 року плавказарма ПКЗ-87 до утилізації у в 1977 році 